# Stillborn
Stillborn es una canción perteneciente al álbum The Blessed Hellride de Black Label Society. La canción fue lanzada también como sencillo. Ozzy Osbourne participa en la canción junto a Zakk Wylde, que fue su guitarrista antes de estar en Black Label Society.
Stillborn cuenta la historia de un hombre al que su novia lo trata mal. Wylde ha dicho que esta canción no es autobiográfica y que ninguna chica lo ha tratado así.
El vídeo musical fue dirigido por Rob Zombie. En él aparece Sheri Moon, la esposa de Rob Zombie.
Zakk Wylde interpretó una versión acústica de Stillborn que posee un sonido muy distinto a la canción original, seguida de un solo acústico.
La canción aparece en el videojuego musical Guitar Hero: World Tour con Zakk Wylde como cantante. Es la canción Encore después de derrotar a Wylde en el duelo de guitarras.